# Alcazarejo de los Altamirano
El Alcazarejo de los Altamirano es una edificación defensiva y sus orígenes se remontan al siglo XIII. Se encuentra en la localidad de  Trujillo (provincia de Cáceres, España), adosado a las murallas de la antigua ciudad medieval.
Tiene dos torres desmochadas entre las que se encuentra un escudo de la familia Altamirano. Lo poco que queda de la puerta principal es del siglo XVI.

## Referencias

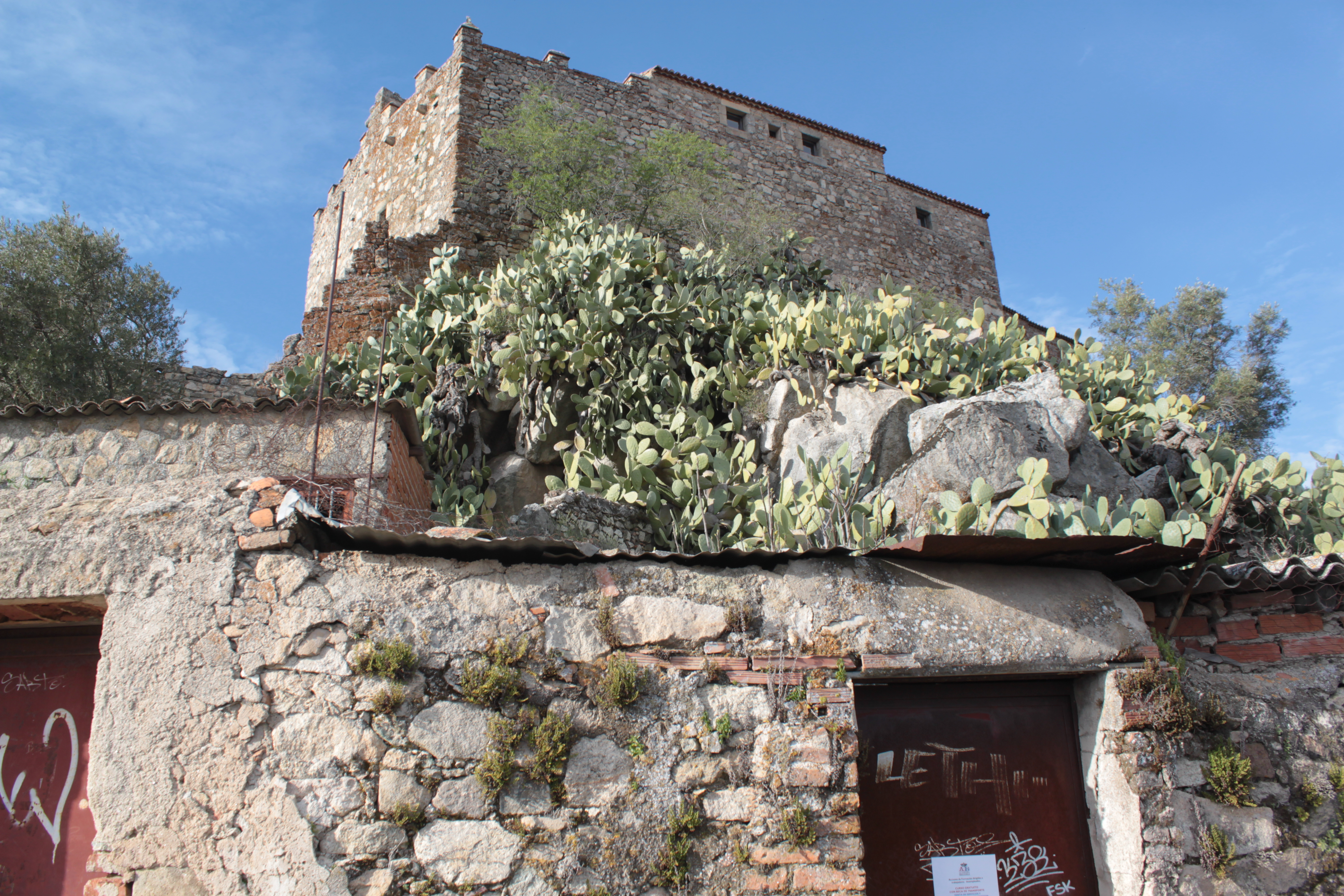
El alcazarejo de los Altamirano desde la ronda de las Almenas.